# Bernard Stalter
Bernard Stalter (Brumath, 12 de marzo de 1957 - Estrasburgo, 13 de abril de 2020) fue un empresario y político francés.

## Biografía
Stalter nació el 12 de marzo de 1957 en Brumath. A los 14 años, comenzó un aprendizaje de peluquería. Después de convertirse en peluquero certificado, trabajó para el ejército francés en la base aérea de Entzheim. Abrió su primer salón en Brumath en 1993.
Fue elegido presidente del Consejo Económico y Social de Alsacia en noviembre de 2007, sucediendo a Jean-Marie Sander. Renunció en 2013. En 2014, se convirtió en presidente de la Union Nationale des Entreprises de Coiffure. Formó parte de la Union Nationale des Entreprises de Coiffure de 2015 a 2018. Fue presidente de Beaute Diffusion Events, que ganó 1.468.397 € en 2015. También fue agente de Sarl la Coiffure, Coiffure Bernard y Agiprim.
El único candidato, fue elegido miembro de la Cámara de Comercio de Alsacia y Gran Este en noviembre de 2016. También fue presidente de la compañía Siagi y de la Unión de corporaciones artesanales del Bajo Rin. Al mes siguiente, fue elegido Presidente de CMA Francia, obteniendo 106 de los 113 votos.
Stalter llegó a Córcega en mayo de 2017 para visitar a los afectados por las inundaciones de noviembre de 2016. Muchos residentes de la isla recibieron fondos del fondo de gestión de desastres de CMA Francia. También visitó a los afectados en Guadalupe por el huracán María.
En diciembre de 2017, fue elegido Vicepresidente de la Asociación Europea de Empresas Artesanales, Pequeñas y Medianas. También fue elegido jefe de la Confederación Nacional de Artesanías en Servicios y Manufactura el 26 de septiembre de 2018, sucediendo a Pierre Martin.

## Muerte
El 20 de marzo de 2020, Stalter anunció en su página de Facebook que le habían diagnosticado COVID-19. Murió el 13 de abril en Estrasburgo a la edad de 63 años.

## Premios
- Caballero de la Ordre national du Mérite (2007)
- Caballero de la Legión de Honor (2009)[18]
- Oficial de la Ordre national du Mérite (2016)[19]